# متیو گاربت
متیو گاربت (انگلیسی: Matthew Garbett؛ زادهٔ ۱۳ آوریل ۲۰۰۲) بازیکن فوتبال اهل نیوزیلند است.
وی همچنین در تیم‌های ملی فوتبال New Zealand national under-17 football team, New Zealand national under-23 football team، و نیوزیلند بازی کرده‌است.